# 埃罗芒奥岛
埃羅芒奧島（英語：Erromango；又譯艾羅曼加島）是瓦努阿图新赫布里底群島第四大島。陸地面積891.9平方公里（344.4平方英里），是萬那杜六省最南者塔菲亚省的最大島。

## 名稱
埃羅芒奧島內名爲埃羅芒奧語。埃羅芒奧（Erromango）的普遍使用有幾種解釋：其一出自波特納溫（Potnarvin）地區口述歷史，詹姆斯·庫克船長1774年8月來訪時吃到山藥，聽到現已滅絕的索龍語armai n'go, armai n'go（這種食物很好吃），誤以爲是島名；其二出自一道的博物學家格奥尔格·福斯特記錄，他五天後拜訪附近的塔納島時，凡諾科（Fannòko）告訴他Irromanga之名，庫克本人未於訪問時命名該島，而是後來寫到他從福斯特那裏得知此名，並將其拼作。
埃羅芒奧日语有的音譯，與情色漫畫（エロ漫画）同音，成爲奇特地名。女主角和泉紗霧自稱筆名情色漫畫老師取自該島名，還有日本人來該島宣傳本作。

## 歷史

### 史前
人類最早在約3000年前定居埃羅芒奧島，這是東南亞遷往島嶼美拉尼西亞的拉皮塔移民一部分。拉皮塔人帶來了豬、雞等家畜，以及山藥和麵包果等食用植物。
島上的兩個遺址伊福（Ifo）與波納姆拉（Ponamla），是拉皮塔人與後拉皮塔人居住的重要考古證據，包括陶棚、锛、海洋貝殼製品、烹飪用石。
該島有眾多洞穴，為部落戰爭與气旋提供了庇護。人類利用這些洞穴的歷史可追溯至距今2800—2400年。一些洞穴有岩畫與岩刻，它們已確認有氏族圖案與傳統故事。洞穴也用作埋葬地點。

### 歐洲人到來
詹姆斯·庫克是首位登陸埃羅芒奧島的歐洲人，於1774年8月4日在東北波特納溫附近登陸。庫克一行受當地人攻擊，隨後的混亂中，庫克方有幾人受傷，而許多埃羅芒奧人被殺。此事件之後，庫克將波特納溫附近半島命名爲叛徒首級（Traitor's Head）。
捕鯨船在19世紀早期定期前往該島。已知首艘到過該島的船是1804年的羅斯號，有記錄的末艘是1887年的美國船約翰與溫思羅普號。

### 檀木貿易
1825年，商人兼冒險家彼得·狄龍發現該島有大量檀木，但他的商品不足以使埃羅芒奧人爲他伐木，因此沒有收集任何檀木就離開了。他發現檀木的消息吸引其他人埃羅芒奧島來採木，這導致了埃羅芒奧人與商人的衝突。
1830年，夏威夷國王卡美哈梅哈三世派出兩艘船，載有479名夏威夷人，在指定埃羅芒奧島統治者博基的指揮下，奪取了埃羅芒奧島及檀木的控制權。他們抵達庫克灣的同時，還有另外兩群打算採木的商人。分別乘有330名罗图马勞工的道勒號（Daule）與索菲娅號，以及乘有113名東加勞工的斯纳珀號，都在夏威夷船之前抵達。埃羅芒奧人抵抗夏威夷人的接管企圖，對夏威夷人的敵意又使埃羅芒奧人對抗其他闖入者與玻里尼西亞船員。发热使大多數東加與夏威夷勞工喪生，只有20名夏威夷人戰敗而歸。檀木價格暴跌使大多數商人望而卻步，直到19世紀40年代中期，但即使價格再漲，在岸上遭襲、暗礁、風暴、颶風等風險也意味著檀香木貿易是高投機的生意。罗伯特·汤斯、詹姆斯·帕登等商人，在埃羅芒奧島或阿内蒂乌姆岛與新喀里多尼亞潘岛等附近島嶼建立中轉站以降低成本。到1865年，埃羅芒奧島的檀木已採盡。

### 流行病與人口減少
歐洲人到來之前，埃羅芒奧島約有5000人，也有估計高達2萬人。歐洲人帶來了流行性感冒、天花、麻疹等疾病，當地居民對此沒有免疫力。1853年的天花爆發與1861年的麻疹流行期間，有60%的埃羅芒奧人死亡。
當時的傳教士將流行病歸咎於檀木商人。埃羅芒奧人作爲報復，殺死歐洲與玻里尼西亞傳教士，如喬治·尼科爾·戈登，改宗者及其他來訪者。

### 勞務與奴隸貿易
1863年—1906年，新赫布里底群島約4萬人被奴隸商帶上船，到澳洲昆士蘭州的棉花與甘蔗種植園擔任契约劳工。另有1萬人在新喀里多尼亞的鎳礦與斐濟、萨摩亚、夏威夷的人工林工作。參與勞動的島民有些受騙，有些受迫，有些自願。雖然昆士蘭州美拉尼西亞勞工的正式記錄列出了一些埃羅芒奧人的名字，但沒有確切人數。在1906年白澳政策結束美拉尼西亞勞務貿易過後25年，埃羅芒奧島人口已減至381人。

### 傳教士與食人族

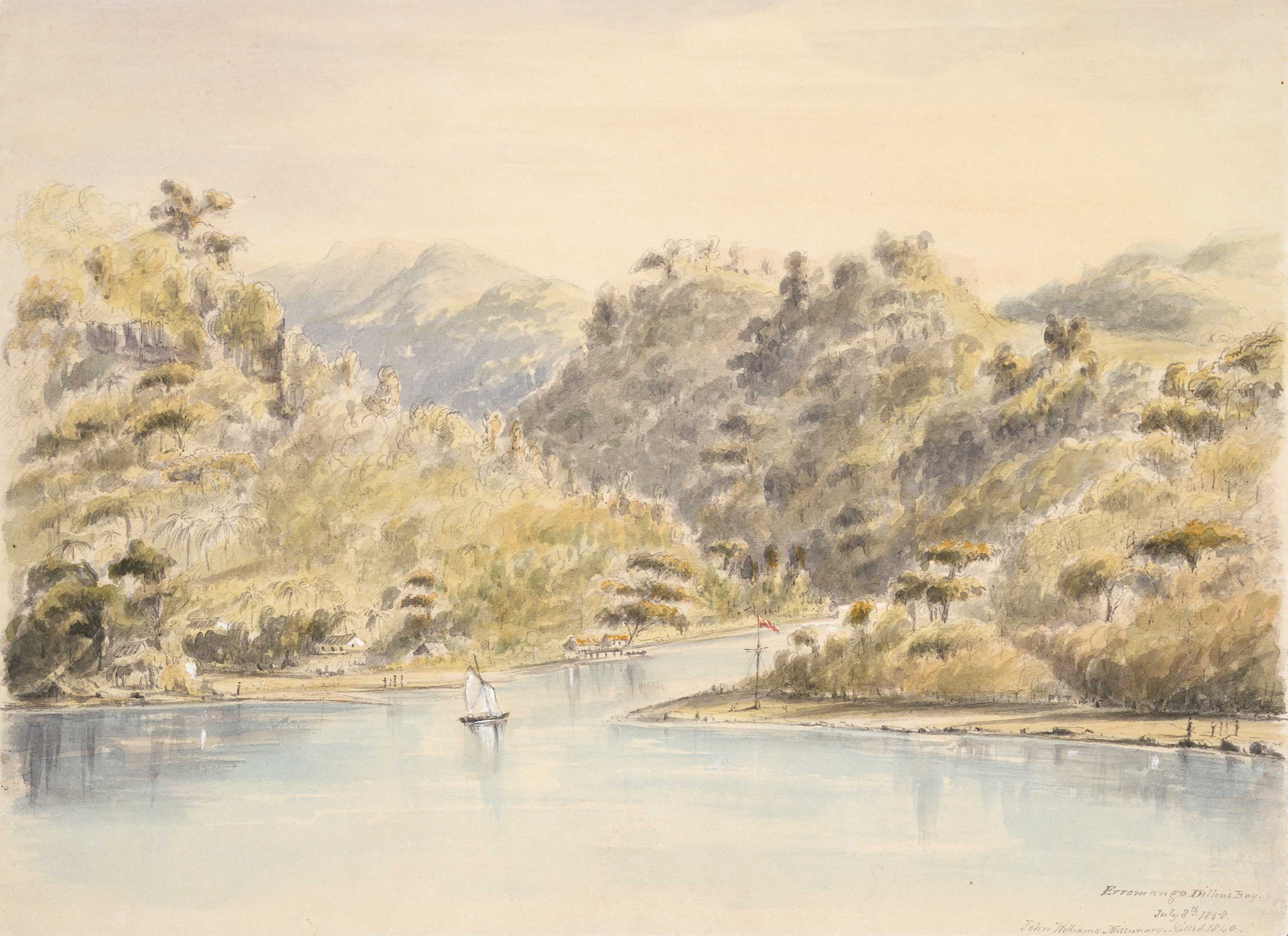
約翰·威廉斯殉教處，湯瑪斯·本特繪於1858年

倫敦傳道會的約翰·威廉斯與同行詹姆斯·哈里斯於1839年在狄龍灣被食人族吃掉。2009年11月，在UBC人類學博物館與萬那杜長老會、萬那杜文化中心長期合作後，威廉斯的後人前往埃羅芒奧島，同170年前殺死其祖先的烏斯沃-納特戈（Uswo-Natgo）氏族後代和好。爲紀念這一時刻，狄龍灣更名爲威廉斯灣。
1861年5月20日，加拿大愛德華王子島的喬治·尼科爾·戈登牧師與妻子埃倫·凱薩琳·鮑威爾，從新斯科舍長老會到新赫布里底群島傳教，在狄龍灣被殺。1863年出現於新斯科舍哈利法克斯書本。
共有6名傳教士在埃羅芒奧島被殺。狄龍灣口述歷史稱威廉斯牧師被殺是因爲他登陸時不尊重正舉行的卡斯托姆大儀。
威廉斯是南太平洋首位基督教殉教者，埃羅芒奧島成爲傳教的重點。加拿大長老會傳教士H·A·羅伯遜於1872—1913年住在埃羅芒奧島，成功埃羅芒奧人傳教，改變了該島傳統社會。他的傳教嘗試有效，因爲他認真研究了信仰與物質文化，以針對傳統社會中最有力的象徵。他收集了許多物品，並將它們送到海外博物館，或在海外籌款之旅中將它們用作玩物，以說明埃羅芒奧人的「落後」。
1902年，羅伯遜出版了《埃羅芒奧：殉教者島》，講述其島上傳教生活。這是埃羅芒奧島及島民的首部流行記錄，向全世界讀者宣揚埃羅芒奧島是「殉教者島」。
羅伯遜的前任詹姆斯·道格拉斯·戈登牧師向埃羅芒奧人傳播信念，即基督教上帝製造1861年麻疹大流行來懲罰他們，因爲他們殺死了威廉斯牧師及其他傳教士。戈登將其視爲改宗手段，儘管一些同時代人不贊成這種策略。這種策略適得其反，戈登與妻子因埃羅芒奧人對流行病的報復而被殺，這種流行病仍未減弱。隨時間流逝，戈登的傳說逐漸成爲埃羅芒奧人的集體信仰，即該島已遭長老會詛咒。這導致放棄未經教堂認可的文化表現形式。對這種「詛咒」的信仰一直持續到2009年和解儀式，該儀式從埃羅芒奧人角度重新審視了埃羅芒奧歷史文化。一位與會者說：「和解使我們解放，以接受我們的習俗與傳統，這以前無法做到，因爲埃羅芒奧的歷史有罪惡感，而且傾向於將傳統文化視爲基督教的對立面。」

### 後來
2015年3月中旬，氣旋帕姆嚴重破壞了埃羅芒奧島與附近的塔納島，塔納島的報導稱死亡人數不詳，基礎設施與永久住所遭到完全破壞，沒有飲用水。

## 地理
埃羅芒奧島陸地面積891.9平方公里，西北至東南約48公里，寬20—30公里。最高點爲桑托普山，海拔886公尺。該島位於南緯18°37'—18°59'、東經168°59'—168°20'。韋特馬努島距離埃羅芒奧島東北岸15公里。
東海岸中部是蘭托普山（Rantop）火山錐形成的海岬。東海岸外6公里處是無人島韋特馬努島，面積約12公頃。
該島是東美拉尼西亞群島生態區域內萬那杜雨林生態區域的一部分。密集的常綠森林在向風東側覆蓋該島近四分之三，而西北部則是草地與林地的結合。更高處有云雾森林。島上大部分植被是次生植物。
該島19世紀曾以檀木產地爲人知，但大部分消耗殆盡。該島也是贝壳杉属與红厚壳的原產地。該島砍伐過度，但是大部分區域正在恢復，並致力可持續發展。

## 地質
埃羅芒奧島與新赫布里底群島多數島嶼同爲火山岛。其由中新世末至最近的玄武岩與安山岩組成，位於上新世至最近的火山鏈，該鏈正往北與西北方向移動。島嶼大部分都是晚更新世與全新世所形成隆起的珊瑚礁石灰岩平臺。

### 火山活動
埃羅芒奧島形成於600萬—100萬前的長期火山活動。該島是古老的水下火山，由於構造抬升至海平面100—300公尺，形成台地，該島中、北、東部共三個受侵蝕的火山錐就在該臺地。中部分爲兩個火山，西面是梅爾庫姆山（Melkum，758公尺），東面是南蓬·溫潘山（Nompun Umpan，802公尺）。北部的威廉山（682公尺）是斯特朗博利式圓錐，火山口寬6公里，深約600公尺。形成東岸庫克灣以北叛徒首級的東部半島，是該島最年輕的火山岩層，由四個複式火山組成。半島與附近韋特馬努（Vetemanu）間的海底火山最近爆發於1881年。

## 人口
2009年普查結果顯示埃羅芒奧島有1,959人。人口年增長率爲2.2%，共有325個私人家庭。最大聚居地爲狄龍灣（烏波格科爾）、波特納溫、伊坡塔（Ipota）。

## 語言
歐洲人到來之前，埃羅芒奧島語言多種多樣。但到來之後，該島原生語言損失了67%—83%。太平洋語言學家特里·克勞利稱，該島「在澳洲以外的大洋洲地區語言破壞最嚴重，令人尷尬」。
雖然沒有很好地記錄原始語言分佈，但該島最初至少存在四種不同語言：恩雅烏/由庫語（Enyau/Yocu）、烏拉語、烏塔哈語、索龍/西耶語（Sorung/Sye）。烏塔哈語與索龍語已滅絕，會講烏拉語的也只有一些老人。這四種語言構成南萬那杜語族的埃羅芒奧語分支。
由於缺少文獻，尚不清楚索龍語與西耶語是不同語言還是同語言的方言。有證據表明還有諾伍拉姆萊格（Novulamleg）與烏拉瓦特（Uravat）的語音形式，但未知其爲變體，不同語言，地名，族名還是僅爲描述名稱。
19世紀中葉的一系列流行病之後，人口減少，語言重組。由於人口流失而無法延續的村莊或搬遷，或與其他地方合併，島上的人口分散。恩雅烏/由庫語是19世紀後期主要語言，因其爲傳教士據點狄龍灣地區的語言，也是該島首批《聖經》的語言。
恩雅烏/由庫語與索龍/西耶語在19世紀70年代—20世紀20年代合併，成爲現代埃羅芒奧語。一些語言學家稱西耶語，但是當地多稱埃羅芒奧語。
埃羅芒奧語是該島90.4%家庭的母語。五歲以上埃羅芒奧人中有63.6%會萬那杜官方與通用語言比斯拉马语；至於另兩種官方語言，62.3%會英語，19.0%會法語。

## 交通
埃羅芒奧島西有狄龍灣機場，東有伊坡塔機場。

## 外部連結
- Conserving and managing biodiversity in the South Pacific, Kauri Forest Reserve, Erromango Island, Vanuatu 2015, Rudolf Hahn CTA FAO (youtube video) （页面存档备份，存于）
- Erromango Cultural Association （页面存档备份，存于）
- Languages of Erromango （页面存档备份，存于）
- SIL Ethnologue – Sie (Sye) language （页面存档备份，存于）
- Australian Museum – Singing Arrows of Erromango （页面存档备份，存于）
- Radio Australia – Revived Erromango bark cloth painting heads to exhibition in Germany （页面存档备份，存于）
- Erromango – TAFEA Tourism Council （页面存档备份，存于）
- Erromango – Vanuatu Aelan Walkabaot （页面存档备份，存于）
- Vanuatu Islands Travel Info – Erromango, bush walking, hiking & trekking （页面存档备份，存于）
- Cruising and diving Erromango
- Highlights of tourism in Erromango island (youtube video) （页面存档备份，存于）
- Radio New Zealand – Sandalwood on Erromango （页面存档备份，存于）
- Avibase – checklist of birds of Erromango （页面存档备份，存于）